# Pezzottaïte
La pezzotaïte est un minéral de la famille des béryls, de formule brute Cs(Be2Li)Al2Si6O18. Correspondant aux béryls agrégeant du césium, c'est un silicate de césium, de béryllium, de lithium et d'aluminium.
Elle a longtemps été considérée comme du béryl, « béryl rouge » ou « béryl au césium », avant d'être reconnue en 2003 par l'International Mineralogical Association comme minéral à part entière. Elle a été nommée d'après le géologue et minéralogiste Federico Pezzotta.
À la différence toutefois du béryl, la pezzotaïte contient du lithium (en plus du césium) et cristallise dans le système trigonal et non dans le système hexagonal.

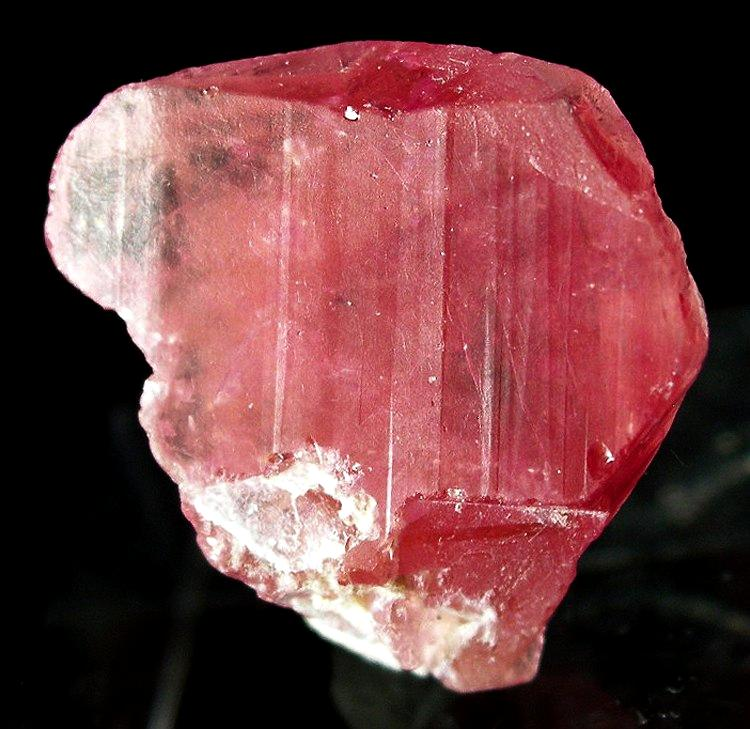
Pezzotaïte de la mine de Sakavalana, province de Fianarantsoa, Madagascar (taille : 1,8 x 1,7 x 0,6 cm).